# ولفگانگ پائول اشمید
ولفگانگ پائول اشمید (به آلمانی: Wolfgang Paul Schmid) (زاده ۲۵ اکتبر ۱۹۲۹ در برلین؛ متوفی ۲۲ اکتبر ۲۰۱۰ در فریدلند) یک زبان‌شناس آلمانی و هند و اروپایی بود. 
ولفگانگ پائول اشمید ابتدا در دانشگاه کلیسای برلین-زهلندورف به تحصیل الهیات پروتستان پرداخت. او بعداً به دانشگاه توبینگن نقل مکان کرد و در آنجا با هانس کراهه مطالعات هند و اروپایی خواند. دکترای خود را در سال 1955 با پایان نامه ای در مورد نظام کلامی هند و ایرانی از وی دریافت کرد و به همین دلیل از دانشکده فلسفه جایزه گرفت.

## آثار
- Untersuchungen zur Stellung der Nasalpraesentia im indo-iranischen Verbalsystem. Diss. Tübingen 1956.

## منبع
- مشارکت‌کنندگان ویکی‌پدیا. «Wolfgang P. Schmid». در دانشنامهٔ ویکی‌پدیای انگلیسی، بازبینی‌شده در ۲۰۲۴-۰۹-۰۴.